# Pier Carlo Masini
Pier Carlo Masini (* 26. März 1923 in San Casciano in Val di Pesa, Toskana; † 19. Oktober 1998 in Florenz) war ein italienischer Sozialist, Historiker und Journalist.

## Leben
Masini wuchs in Cerbaia bei Florenz auf und war in seiner Jugend in antifaschistischen Gruppen aktiv. Später schloss er sich der liberal-sozialistischen Bewegung um Tristano Codignola an und war eine treibende Kraft in deren Jugendgruppen. Für seine Aktivitäten wurde Masini am 21. Juni 1942 zu drei Jahren Haft verurteilt. Nach einem Jahr Gefängnis kam Masini frei und näherte sich den Positionen der Italienischen Kommunistischen Partei (PCI) an. Während der Militäroperationen in der Toskana im Zweiten Weltkrieg wurde Masini Vize-Bürgermeister von San Casciano in Val di Pesa. In der letzten Phase des Krieges näherte er sich jedoch der anarchistischen Bewegung an, distanzierte sich zunehmend von der PCI und kritisierte die Kompromissbereitschaft von Palmiro Togliatti, dem Führer der PCI.
Nach dem Ende des Krieges war Masini Herausgeber von zwei der ersten anarchistischen Zeitschriften, die nach dem Krieg herausgegeben wurden: Der Passione rivoluzionaria (dt.: Die revolutionäre Leidenschaft), dem Organ der toskanischen anarchistischen Jugend, und Alba dei Liberi (dt.: Das Erwachen der Freien). 1946 war Masini Delegierter bei dem anarchistischen Jugendkongress in Faenza. Nach der Herausgabe einer weiteren Zeitschrift Gioventù Anarchica, wurde Masini Mitarbeiter bei Umanità Nova und avancierte zu einem der aktivsten Mitglieder der Federazione Anarchica Italiana (FAI).
Ein FAI-interner Konflikt zwischen den Jugendgruppen um Masini und den traditionelleren Elementen der Föderation kam auf den Kongressen von 1949 in Livorno und 1950 in Ancona zu ihrem Höhepunkt. Masini schlug die Bildung einer anarchistischen Partei vor, die mit anarchistischer Theorie und Praxis und vor allem mit einer stärkeren Verankerung in der Arbeiterbewegung, den Bedingungen im Nachkriegs-Italien besser gerecht werden sollte. Der Konflikt führte zu einer Abspaltung der Jugendgruppen und zur Bildung der Gruppi Anarchici d’Azione Proletaria (GAAP) mit der Zeitschrift L’Impulso. Sie bildeten 1954 mit ähnlichen Gruppen in Frankreich die Libertär-Kommunistische Internationale (ICL). Die GAAP näherte sich in der Folge an anti-stalinistische Gruppen an und ging schließlich in der Azione Comunista auf. Masini verließ 1958 wieder die Azione Comunista und wurde bis zu seinem Lebensende Mitglied der Sozialistischen Partei Italiens.
Masini forschte zu verschiedenen Themen, wie der alten italienischen Literatur, und wurde in der Folge mit seinen historischen Studien zum Anarchismus zu einem der wichtigsten Historiker des Anarchismus in Italien.

## Werke
- Antonio Gramsci e l’Ordine Nuovo visti da un libertario. Livorno 1956.
- Gli internazionalisti e la Banda del Matese, 1876–1878. Edizioni Avanti!, Milano-Roma 1958.
- La Federazione Italiana dell’Associazione Internazionale dei Lavoratori. Atti ufficiali 1871-1880 (atti congressuali; indirizzi, proclami, manifesti). Hrsg.: Pier Carlo Masini, Edizioni Avanti!, Milano 1963.
- Storia degli anarchici italiani. Da Bakunin a Malatesta (1862-1892). Milano 1969.
- Cafiero. Milano 1974.
- Eresie dell’Ottocento. Alle sorgenti laiche, umaniste e libertarie della democrazia italiana. Milano 1978.
- Poeti della rivolta. Da Carducci a Lucini. Milano 1978.
- I leaders del movimento anarchico. Bergamo 1980.
- Storia degli anarchici italiani nell’epoca degli attentati. Milano 1981.
- Manzoni. Pisa 1996.
- Alfieri. Pisa 1997.
- Porta. Pisa 1997.
- Mussolini. La maschera del dittatore. Pisa 1999.